# Janusz Rołt
Janusz „Grzmot” Rołt czasem widnieje jako Jan Rołt lub Janek Rołt (ur. 13 maja 1957 – zm. 31 lipca 1990) – polski perkusista. Brał udział w nagraniach m.in. takich zespołów jak: Brygada Kryzys, Armia, zespół Lecha Janerki. Grał również na gitarze basowej w grupie Big Bit. Zmarł śmiercią samobójczą. Został pochowany na Cmentarzu Północnym w Warszawie.

## Dyskografia

### Brygada Kryzys
- „Centrala” (1982) – singel
- Brygada Kryzys (1982)
- Brygada Kryzys (1991) – zmieniona wersja z 1982

### Armia
- „Aguirre” (1987) – singel
- Jak punk to punk (1988)

### Lech Janerka
- Historia podwodna (1986)
- Piosenki (1989)

### Big Bit
- Białe murzynostwo (1987)